# అ
Cette page contient des caractères spéciaux ou non latins. S’ils s’affichent mal (▯, ?, etc.), consultez la page d’aide Unicode.
అ, transcrit a, est une voyelle de l’alphasyllabaire télougou.

## Représentations informatiques
Son caractère Unicode est :
| formes       | représentations | chaînes de caractères | points de code | descriptions      | note                                       |
| ------------ | --------------- | --------------------- | -------------- | ----------------- | ------------------------------------------ |
| indépendante | అ               | అ                     | U+0C05         | lettre télougou a | Cette voyelle n’a pas de forme dépendante. |